# Gil Eanes

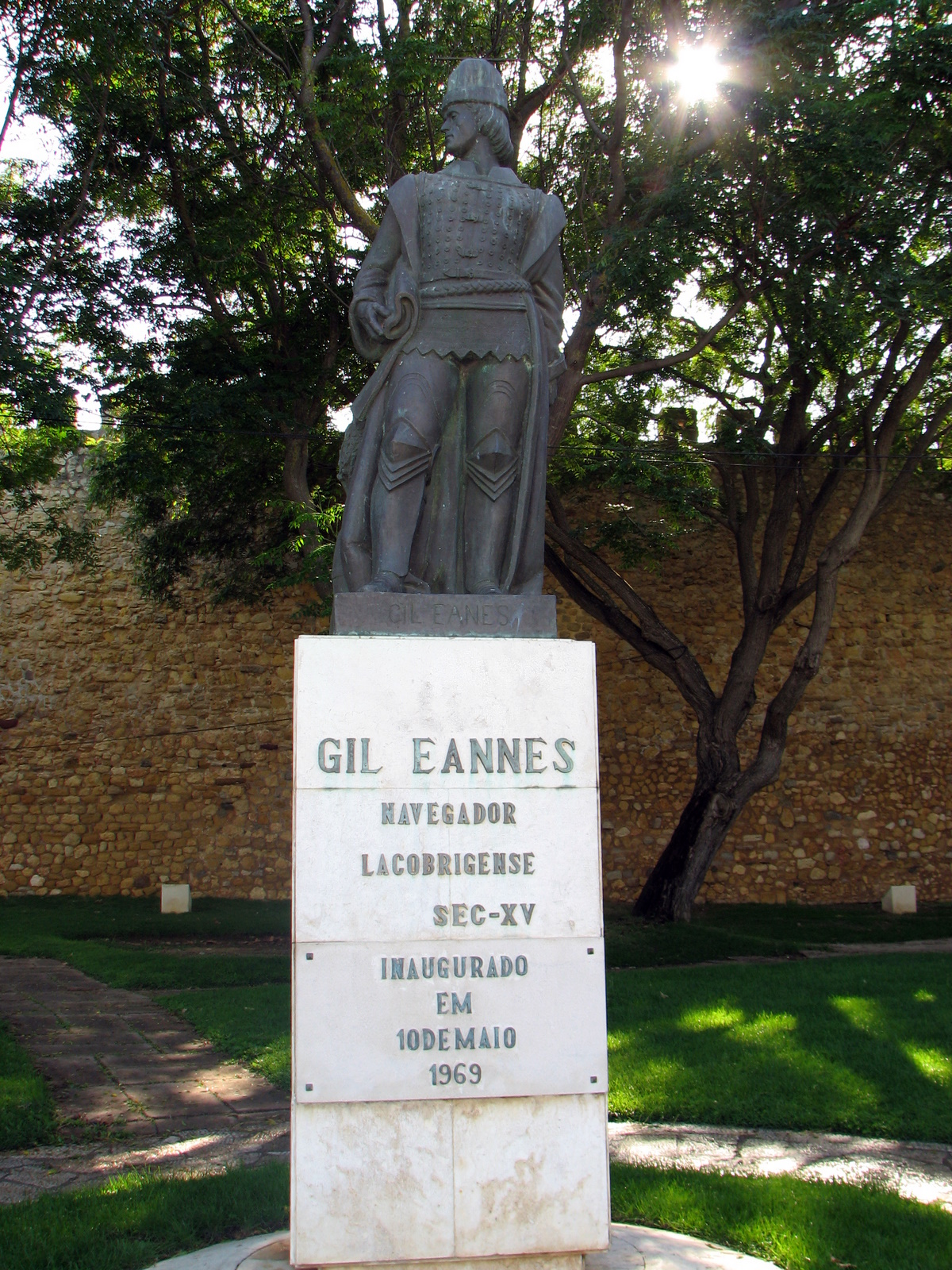
Gil Eanes (Pomnik w Lagos)

Gil Eanes (ur. ok. 1395, zm. 1445) – portugalski żeglarz i odkrywca z XV wieku. Wsławił się opłynięciem w 1434 przylądka Bojador, co jest uważane za symboliczny początek epoki wielkich odkryć geograficznych.
Prawdopodobnie urodził się w Lagos. Służył u księcia Henryka Żeglarza, kilkakrotnie uczestniczył w wyprawach wzdłuż wybrzeży Afryki. Pierwszą wyprawę z Lagos do przylądka Bojador zorganizował w 1433, jednak nie udało się zakończyć jej z powodzeniem – dotarł do Gran Canarii, ale strach przed nieznanym spowodował, że zawrócił przypływając do Sagres. Jego powrót spotkał się z chłodnym przyjęciem księcia. 
W roku 1434, inspirowany przez księcia Henryka, powtórzył tę wyprawę. Udało mu się osiągnąć cel, a jako pamiątkę przywiózł do Portugalii roślinę – różę św. Marii. W późniejszym okresie także podróżował wzdłuż wybrzeży Afryki, jednak tym razem pod dowództwem Alfonso Goncalvesa Baldayi. W roku 1445 dowodził jednym z sześciu statków płynących do Afryki w celu pojmania niewolników.